# جورج وودورد غريني
جورج وودورد غريني هو محامي وقاضي وسياسي أمريكي، ولد في 4 يوليو 1831 في مونت هوب في الولايات المتحدة، وتوفي في 21 يوليو 1895 في نيويورك في الولايات المتحدة. نشط حزبياً في الحزب الديمقراطي. وقد انتخب عضو جمعية ولاية نيويورك ‏ وانتخب عضو مجلس النواب الأمريكي ‏.